# Feldflieger-Abteilung 53
Feldflieger-Abteilung Nr. 53 – FFA 53 (Polowy oddział lotniczy nr 53) – jednostka obserwacyjna i rozpoznawcza lotnictwa niemieckiego Luftstreitkräfte z początkowego okresu I wojny światowej.

## Informacje ogólne
Jednostka została utworzona na początku I wojny światowej, w dniu 16 stycznia 1915 roku w Fliegerersatz Abteilung Nr. 1 i weszła w skład większej jednostki Batalionu Lotniczego nr 1. Jednostka uczestniczyła w walkach na frontach zachodnim. 
29 listopada 1916 roku jednostka została przeformowana i zmieniona w FA A 272.
W jednostce służyli m.in. Harry von Bülow-Bothkamp, późniejszy as Jagdstaffel 36 oraz as w II wojnie światowej. Hasso von Wedel